# Ukie'z
Ukie'z (раніше — Ukiez) — український alternative folk гурт з Києва. Заснований музикантами Богданом Буткевичем, Дмитром Дановим та Іваном Семесюком.

## Назва
Назва гурту походить від розповсюдженого у США та Канаді слова ukie (або uke), яким ще у XX столітті позначали українців перших хвиль еміграції. Термін ukie (uke) став відомим у світі завдяки знаменитій хокейній трійці гравців NHL «Uke Line» — Віктор Стасюк, Джонні Буцик, Бронко Хорват та іншим відомим хокеїстам українського походження.
Одна з українських онлайн радіостанцій США та Канади має назву Ukie Radio (Юкі Радіо).

## Історія
Ukie'z виник у 2019 році. У травні цього ж року вийшов перший реліз — альбом «Pohoda». Альбом записано наживо, вантейком.
У 2021 гурт випустив три релізи — сингли «Вона прийшла» на вірш Василя Симоненка, «Road Movie» на вірш Богдана Буткевича, та другий альбом «Twin Styx» в який окрім синглів увійшли сім пісень на вірші Івана Семесюка та одна інструментальна композиція «Nebrezh Lake».
Наприкінці 2021 на YouTube-каналі гурту опубліковано перший кліп для пісні «Twin Styx» режисером якого став Олександр Балтушев, а сценаристкою і продюсеркою Євгенія Устінова. У цьому ж році до концертної діяльності гурту долучилася художниця і вокалістка Надія Каламєєць.

## Ідеологія
Ukie'z має власну музичну ідеологію і поєднує у єдине ціле українські та атлантичні (американську, британську, ірландську) музичні традиції, маніфестуючи природну належність і невідривність української культури від великого західного світу.

## Записи
Записи і зведення двох альбомів та синглів здійснено саундпродюсером Артемом Малюгою.

## Дискографія

### Альбоми
| Рік  | Назва альбому | Список пісень |
| ---- | ------------- | --- |
| 2019 | Pohoda        | 1. Похода 2. Розпрягайте хлопці 3. Туман яром 4. Наливаймо браття 5. Ой на горі 6. Цвіте терен 7. Несе галя воду 8. Червона калина 9. Ой при лужку.   |
| 2021 | Twin Styx     | 1. Nebrezh Lake 2. Гробки 3. Стрегучий лешай. 4. Twin Styx 5. Цячэ вада 6. Серце Апачі 7. Wyje Bana W Lesie 8. Данилич 9. Вона прийшла 10. Road Movie |

### Сингли
| Рік  | Назва альбому | Пісня          |
| ---- | ------------- | -------------- |
| 2021 | Twin Styx     | «Вона прийшла» |
| 2021 | Twin Styx     | «Road Movie»   |